# 萨宾尼亚努斯
马库斯·阿西尼乌斯·萨宾尼亚努斯（拉丁語：Marcus Asinius Sabinianus，？—240年）是罗马帝国阿非利加行省的資深執政官。240年，他领导了反抗皇帝戈尔迪安三世（Gordian III）的叛乱，并自称皇帝。同年，在被毛里塔尼亚行省的总督击败后，他在迦太基的支持者向帝国投降并将他交予帝国。